# خوان (درمیان)
خوان روستایی در دهستان قهستان بخش قهستان شهرستان درمیان استان خراسان جنوبی ایران است.

## جمعیت
بر پایه سرشماری عمومی نفوس و مسکن در سال ۱۳۹۵ جمعیت این روستا ۳۳۶ نفر (در ۱۱۵ خانوار) بوده‌است.

## جغرافیا
روستای خوان در ۲۵ کیلومتری شهرستان درمیان و ۸۷ کیلومتری شهر بیرجند قرار گرفته‌است. به دلیل اینکه این روستا در منطقه ای کوهستانی قرار دارد هوایی خنک و آب شیرین دارد و دارای ۴ قنات می‌باشد. یک رود از بین درختان عبور می‌کند که طول آن ۵ کیلومتر است. این روستا بیش از ۱۰ هزار چنار دارد.

## محصولات
سیب، زرد آلو، گوجه سبز، آلبالو، به، گلابی، زالزالک، آلو، توت، انگور، بادام، گردو، شاه توت، زرشک، طنازگل و محصولات زراعی آن شامل سیب زمینی، پیاز، گوجه فرنگی، سیر، عدس، لوبیا، لنگاش، چغندر، شلغم، گندم، جو، یونجه و انواع سبزیجات از جمله تربچه، نعنا، ریحان، جعفری، تره، پیازچه، بادام تره، تلخون، گشنیز، شنبیلیله، سلطان نمکی.

## داروهای گیاهی
آویشن، اُسطوخدوس، گل زوفا، گل زردان، شاه تره، گل بوی مادران، دُرمنه، مستار، شاخ گاو، پنیرشک، پمبه غوک، ریش بُز، اَنگبین، بادیان، شَوید، اِژغان، سیاه دانه، جوز

## آب و هوا
در روستای خوان ماه هایی اسفند،فروردین، و اردیبهشت فصل بهار، در ماه هایی خرداد، تیر، مرداد،